# Geocoris

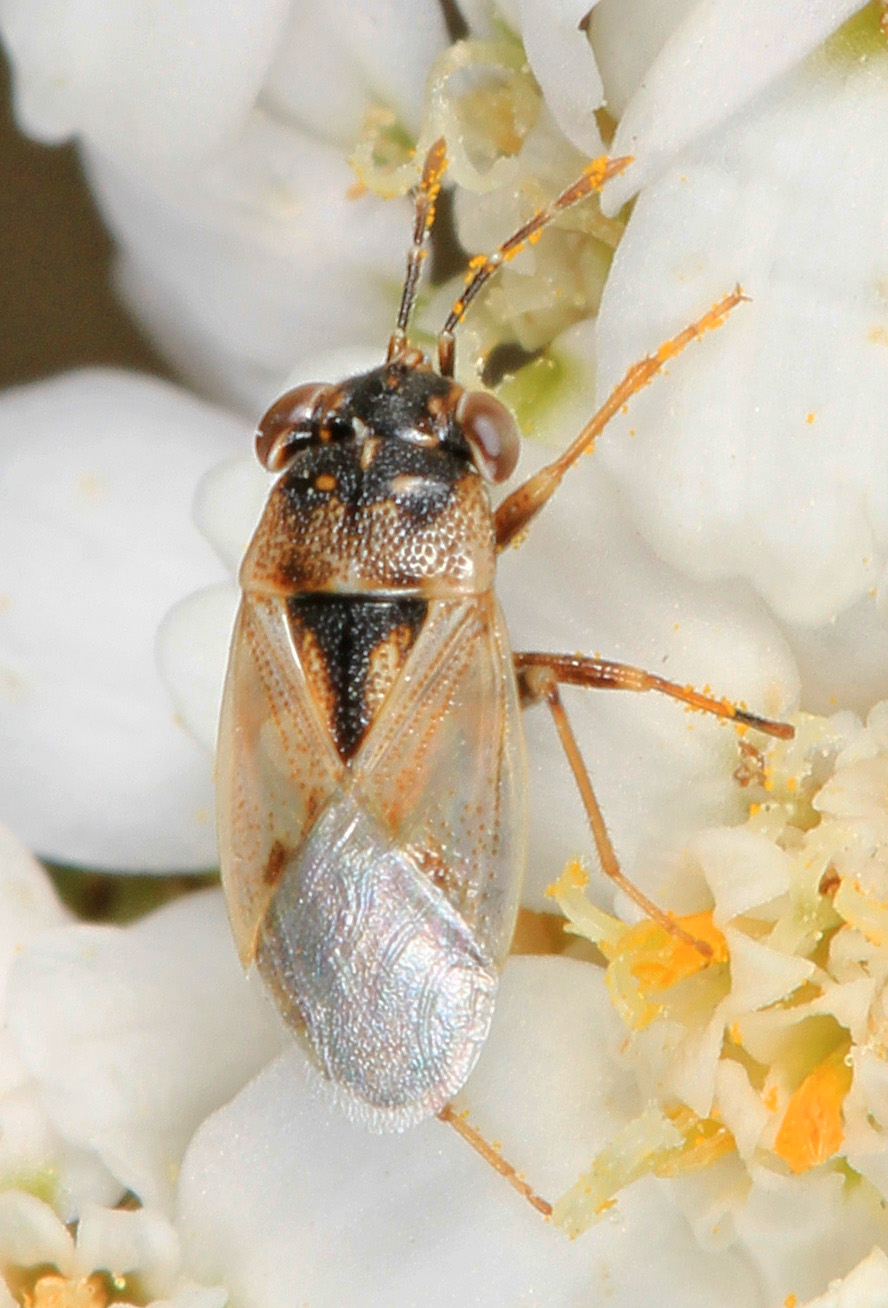
Geocoris sp.

Geocoris es un género de insectos de la familia Geocoridae (aunque en el pasado se la consideraba una subfamilia de Lygaeidae), del orden Hemiptera. Las especies de Geocoris son depredadores considerados beneficiosos. No se los debe confundir con Blissus leucopterus, que es una plaga. Hay más de 140 especies descritas de Geocoris.

## Descripción
Dos de las especies más comunes, Geocoris pallens y Geocoris punctipes, son depredadores y se los encuentra en una variedad de hábitats, pastizales, campos, jardines. Son considerados valiosos depredadores de plagas agrícolas, incluyendo ácaros, huevos de insectos como el gusano rosado del algodón, la oruga de la col y aleuródidos.
Los adultos son pequeños, miden alrededor de 3 mm, son negros grises o castaños con ojos muy grandes. Depositan huevos aislados o en grupos en las hojas de plantas cerca de potenciales presas. Tienen desarrollo incompleto, como todos los hemípteros y llevan 30 días desde huevo a adulto.
Tanto las ninfas como los adultos son depredadores, pero pueden sobrevivir en néctar o rocio de miel. Las piezas bucales son del tipo picador chupador. Perforan a sus presas y se alimentan de los líquidos internos. Se calcula que las ninfas pueden comer hasta 1600 ácaros durante su desarrollo, mientras que los adultos comen hasta 80 ácaros por día.

## Algunas especies
- Geocoris atricolor Montandon, 1908
- Geocoris bullatus (Say, 1832)
- Geocoris discopterus Stal, 1874
- Geocoris floridanus Blatchley, 1926
- Geocoris frisoni Barber, 1926
- Geocoris howardi Montandon, 1908
- Geocoris limbatus Stal, 1874
- Geocoris pallens Stal, 1854
- Geocoris punctipes (Say, 1832)
- Geocoris uliginosus (Say, 1832)